# Sigston Castle
Sigston Castle är ett slott i Storbritannien.   Det ligger i grevskapet North Yorkshire och riksdelen England, i den centrala delen av landet, 300 km norr om huvudstaden London. Sigston Castle ligger 68 meter över havet.
Terrängen runt Sigston Castle är platt västerut, men österut är den kuperad. Terrängen runt Sigston Castle sluttar västerut. Runt Sigston Castle är det ganska tätbefolkat, med 67 invånare per kvadratkilometer. Närmaste större samhälle är Northallerton, 4,8 km väster om Sigston Castle. Trakten runt Sigston Castle består till största delen av jordbruksmark.